# 백두현 (1966년)
백두현(白斗鉉, 1966년 6월 25일, 경상남도 고성군 ~ )은 대한민국의 정치인이다. 2018년 선거에서 제44대 경상남도 고성군수로 당선되었다.

## 학력
- 1972 ~ 1979 고성국민학교 졸업
- 1979 ~ 1982 고성중학교 졸업
- 1982 ~ 1985 철성고등학교 졸업
- 1985 ~ 1992 경상대학교 무역학 학사 졸업

## 경력
- 김근태 보건복지부장관 특별보좌관
- 국가균형발전위원회 자문위원
- 한반도 평화와 경제발전 전략연구재단 운영위원
- 대북경제협력을 위한 국민운동본부 중앙위원
- 2010.09 민주당 경남도당 위원장
- 민주당 부대변인
- 국회 최저임금현실화의원모임 연구위원
- 국회 한반도연구회 자문위원장
- 김근태재단 운영위원회 위원장
- ~ 2015.12 새정치민주연합 경남도당 통영시·고성군 지역위원회 위원장
- 2015.07 ~ 2015 새정치민주연합 전국농어민위원회 부위원장
- 2015.07 ~ 2015.12 새정치민주연합 부대변인
- 2015.08 ~ 2015.12 새정치민주연합 조선해양산업대책위원회 공동위원장
- 2015.12 더불어민주당 경남도당 통영시·고성군 지역위원회 위원장
- 2015.12 더불어민주당 부대변인
- 2015.12 더불어민주당 조선해양산업대책위원회 공동위원장
- 2017.06 ~ 2018.03 대통령비서실 자치분권비서관실 선임행정관
- 2018.07 ~ 2022.06 제44대 경상남도 고성군수
- 2020.07 ~ 2022.06 경남시장·군수협의회 부회장

## 역대 선거 결과
|  | 14.27% |

|  | 19.91% |

|  | 56.30% |

|  | 42.76% |

## 참고 자료
- 공식 블로그
- 백두현 - X
- 백두현 - 페이스북